# Marie-Louise von Franz
Marie-Louise Ida Margareta Freiin von Franz (München, 4 januari 1915 – Küsnacht bij Zürich, 17 februari 1998) was een Zwitserse jungiaans psycholoog en wetenschapper, en medewerkster van Carl Gustav Jung.

## Leven en werk
Von Franz werd geboren in München, Duitsland, als telg uit het geslacht Von Franz en dochter van een Oostenrijkse baron. In 1918 ging de familie Von Franz in Zwitserland wonen en in 1932 verkreeg Marie-Louise op drieëntwintigjarige leeftijd de Zwitserse nationaliteit. In Zwitserland was zij bekend onder de naam Marlus. Na een gedegen literatuurstudie studeerde zij psychologie en klassieke filologie aan de Universiteit Zürich, waar zij in 1943 promoveerde.
In 1934 begon haar lange samenwerking met Jung (tot zijn dood in 1961), die bijzonder intensief was op het gebied van zijn studie naar de alchemie. Jung geloofde in de eenheid van de psychologische en materiële wereld, dat wil zeggen dat zij alleen maar verschillende manifestaties zijn van hetzelfde. Hij geloofde ook dat dit concept van de unus mundus onderzocht kon worden door research naar de archetypen van de natuurlijke getallen. In verband met zijn leeftijd droeg hij dit probleem over aan Von Franz. Twee van haar boeken, Zahl und Zeit en Psyche und Materie gaan over dit onderzoek.
Jung moedigde Von Franz aan om te gaan samenwonen met mede-jungiaans analytica Barbara Hannah, die 23 jaar ouder was. Toen Hannah aan Jung vroeg waarom hij er zo op uit was hen bij elkaar te brengen, antwoordde Jung dat hij wilde dat Von Franz zag "dat niet alle vrouwen zulke bruten zijn als haar moeder", en verklaarde ook dat "de echte reden waarom je zou moeten samenleven is dat je voornaamste belangstelling de analyse moest zijn en dat analytici niet alleen moesten leven". De twee vrouwen bleven hun leven lang met elkaar bevriend.
Von Franz rondde Jungs werk Mysterium Coniunctionis af met een interpretatie van de Aurora consurgens, een christelijk-alchemistische tekst die 1957 verscheen en die aan Thomas van Aquino wordt toegeschreven. Vele jaren was zij docente en leeranalytica aan het door haar opgerichte C.G. Jung-Instituut in Zürich en erevoorzitter van het Onderzoeks- en opleidingscentrum voor dieptepsychologie naar C.G. Jung en Marie-Louise von Franz.
In 1968 was Von Franz de eerste die publiceerde dat de mathematische structuur van het DNA analoog is aan dat van de I Ching. Zij refereert aan de publicatie in haar boek Psyche und Materie.
In 1974 richtte Von Franz samen met andere analytici (René Malamud, Willi Obrist, Alfred Ribi en Paul Walder) de Stiftung für Jung'sche Psychologie in Küsnacht op. Deze stichting had als doel het ondersteunen van het onderzoek en de verbreiding van de kennis op het gebied van de jungiaanse dieptepsychologie. De eigen uitgeverij van de stichting geeft het tijdschrift Jungiana uit. Von Franz heeft over verscheidene onderwerpen gepubliceerd en heeft diepgaand onderzoek verricht naar de relatie tussen de psyche en de materie en naar synchroniciteit.
Von Franz schreef meer dan twintig boeken over de analytische psychologie, met name over sprookjes in relatie tot archetypische of dieptepsychologie. Ze schreef ook over onderwerpen als alchemie gezien vanuit jungiaans, psychologisch perspectief, en actieve imaginatie, die beschreven kan worden als bewust dromen. In Der Mensch und seine Symbole beschrijft zij actieve imaginatie als volgt: "Actieve imaginatie is een bepaalde manier van beeldende meditatie, waarbij men doelbewust in contact kan treden met het onbewuste en een bewuste verbinding kan maken met psychische verschijnselen."
Naast haar vele boeken maakte zij in 1987 met haar student Fraser Boa een serie films getiteld The Way of the Dream. In The Way of the Dream claimt zij meer dan 65.000 dromen te hebben geïnterpreteerd, voornamelijk in haar praktijk in Küsnacht.

## Correspondentie met Wolfgang Pauli
Von Franz had ook een betekenisvolle briefwisseling met Nobelprijswinnaar Wolfgang Pauli. Na Pauli's dood vernietigde zijn weduwe Franca met opzet alle brieven die Von Franz naar haar echtgenoot gestuurd had en die hij zorgvuldig achter slot had bewaard in zijn bureau. Alle brieven die Pauli naar Marie-Louise von Franz stuurde, zijn gespaard gebleven en later ter beschikking gesteld aan de onderzoekers en gepubliceerd.